# تماس اجتماعی
تماس اجتماعی (به انگلیسی: social contact) اشاره دارد به جهت‌گیری متقابل اشخاص یا گروهها به یکدیگر. این جهت‌گیری برای ورود به برهم‌کنش اجتماعی یا استمرار آن ضروری است. تماس را می‌توان مرحلهٔ ابتدایی برهمکنش اجتماعی و مقدمهٔ مراحل بعدی تلقی کرد.